# Мандевиль, Бернард де
Бе́рнард де Ма́ндевиль (англ. Bernard de Mandeville; 15 ноября 1670, Роттердам, Республика Соединённых провинций — 21 января 1733, Hackney, Мидлсекс, Великобритания) — английский философ, сатирический писатель и экономист, доктор медицины.

## Биография
Бернард Мандевиль родился 15 ноября 1670 года в Роттердаме (по другим сведениям в Дордрехте), в семье потомков французских эмигрантов — по видимому нормандских гугенотов. Представитель династии медиков — его прадед был известным в своё время врачом, членом городского управления и ректором латинской школы в Неймегене. Врачами были также его дед и отец.
Учился в Роттердаме в эразмианской школе в 1678—1685 годах. В октябре 1685 года поступил в Лейденский университет, где помимо медицины занимался ещё философией и в 1689 году защитил, написанную под влиянием идей Декарта, диссертацию на тему «Философские рассуждения о действиях неразумных существ». В 1691 году окончил университет получив степень доктора медицины. Некоторое время путешествовал по Франции и Италии.
Его семья вынуждена была бежать из Роттердама поскольку принимала некоторое участие в выступлении нидерландского политика Корнелиса Костермана против налогообложения. Бернард тоже перебрался в Англию, где занимался врачебной практикой, специализируясь по нервным и психическим заболеваниям, много времени стал уделять литературной работе. В 1703—1704 годах выходят подряд три сборника его стихотворных подражаний Лафонтену, Эзопу и Скаррону.
Бенджамин Франклин, вспоминал, что во время первого посещения им Англии, ему представили Мандевиля в захудалой лондонской таверне: «который имел там клуб; душой этого клуба был сам Мандевиль — очень остроумный, весёлый товарищ».
Последние произведения Мандевиля датируются 1732 годом («Исследование о происхождении чести и о пользе христианства в войне» и «Письмо к Диону»). Умер 21 января 1733 года в Лондоне.

## Басня о пчёлах
В художественной форме Мандевиль в сатире «Ропщущий улей, или Мошенники, ставшие честными» (The Grumbling Hive: Or knaves turn’d honest, 1705) выразил идею, что расточительность есть порок, способствующий торговле, а жадность, напротив, вредит коммерции. Сатира была переиздана под названием «Басня о пчёлах, или Частные пороки — общественные выгоды» (The Fable of the Bees: Or private vices, publick benefits, 1714, русский перевод 1924). В этом произведении доказывается в аллегорической форме, что общество, решившее ради сбережений расстаться с роскошью и сократить вооружения, ждёт печальная участь. Решением суда присяжных английского графства Мидлсекс в 1723 году басня была признана вредной.
Вольтер посвятил ей свою сатирическую басню «Марселец и лев» (впервые опубликована в 1768 году). В предуведомлении Вольтер признал, что некоторые её «философические мысли» заимствованы из Мандевиля.

## Идеи

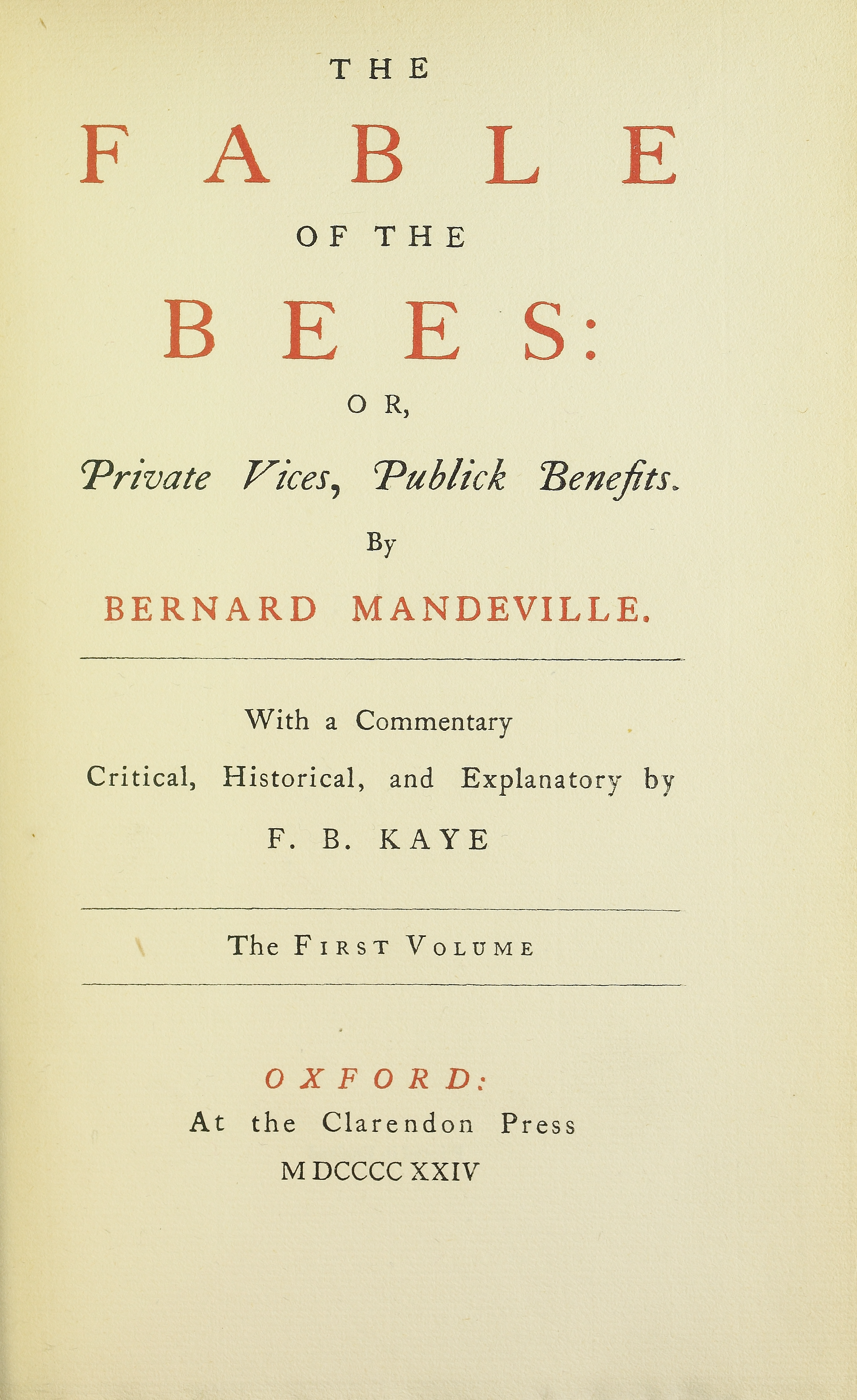
Fable of the bees, 1924

Философия Мандевиля была камнем преткновения его времени и рассматривалась как ложь и цинизм, унижающие достоинство. Основной тезис Мандевиля состоит в том, что действия людей не могут быть разделены на низшие и высшие. Высокая жизнь людей является лишь фикцией, введенной мыслителями и правителями для упрощения отношений в обществе и управления. На самом деле добродетель — это ущерб коммерческому и интеллектуальному прогрессу государства. Добродетель он определяет как каждое действие, к которому человеку следовало бы стремиться для завоевания симпатий других людей, исходя из рациональных устремлений быть хорошим. Развитие государства происходит из пороков (эгоистические действия человека) одних, которые с помощью изобретений и циркуляции капитала стимулируют общество к действиям и прогрессу. Мандевиль приходит к выводу, что порок является необходимым условием для экономического процветания. И Смит и Мандевиль считают, что коллективные действия людей приводят к общественному благу. Однако то, что отличает его от Смита, — это вопрос о катализаторе общественного блага. 
К. Маркс в «Теориях прибавочной стоимости», образующих четвёртый том «Капитала», высоко оценивая взгляды Мандевиля, писал, что «Уже Мандевиль в своей „Басне о пчелах“ (1705) доказывал производительность всех возможных профессий и т. д., и у него уже видна общая тенденция всего этого рассуждения: „То, что мы называем в этом мире злом, как моральным, так и физическим, является тем великим принципом, который делает нас социальными существами, — является прочной основой, животворящей силой и опорой всех профессий, и занятий без исключения; здесь должны мы искать истинный источник всех искусств и наук; и в тот самый момент, когда зло перестало бы существовать, общество должно было бы прийти в упадок, если не разрушиться совсем“.
Только Мандевиль был, разумеется, бесконечно смелее и честнее проникнутых филистерским духом апологетов буржуазного общества».

## Основные произведения
- «Свободные мысли о религии, церкви и национальном счастье» (Free Thoughts on Religion, the Church and National Happiness, 1720).